# Paranaperus pellucidus
Paranaperus pellucidus är en plattmaskart som beskrevs av Westblad 1942. Paranaperus pellucidus ingår i släktet Paranaperus och familjen Anaperidae. Inga underarter finns listade i Catalogue of Life.